# Dewoitine D.513
Dewoitine D.513 byl francouzský prototyp stíhacího jednoplošníku navržený a postavený společností Dewoitine v 30. letech 20. století.

## Vznik a vývoj
D.513 byl jednomístný stíhací dolnoplošník se samonosným křídlem a zatahovacím podvozkem ostruhového typu, poháněný dvanáctiválcovým vidlicovým motorem Hispano-Suiza 12Ycrs1 o výkonu 860 hp (641 kW).
Prototyp poprvé vzlétl 6. ledna 1936. Zkoušky odhalily nedostatečnou stabilitu a neschopnost dosáhnout projektovaných výkonů a letoun byl přestavěn, s novým trupem a modifikovanými ocasními plochami. Úpravy nevyřešily problém se stabilitou ani nevedly k zvýšení rychlosti. Objevily se také problémy s chlazením motoru a podvozkem, a další vývoj stroje byl zastaven. Druhý prototyp, který měl upravený podvozek a užíval chladič z D.503, byl přeznačen na D.514LP a používán při pokusech s padáky při vysokých rychlostech.

## Varianty
D.513
Prototyp s motorem Hispano-Suiza 12Ycrs1 o výkonu 860 hp (641 kW).
D.514
Druhý prototyp původně odpovídající D.513, ale v průběhu zkoušek postupně upravovaný, včetně instalace motoru Hispano-Suiza 12Ydrs2.

## Uživatelé
- Francie
  - Armée de l'Air

## Specifikace (D.513 po úpravě)

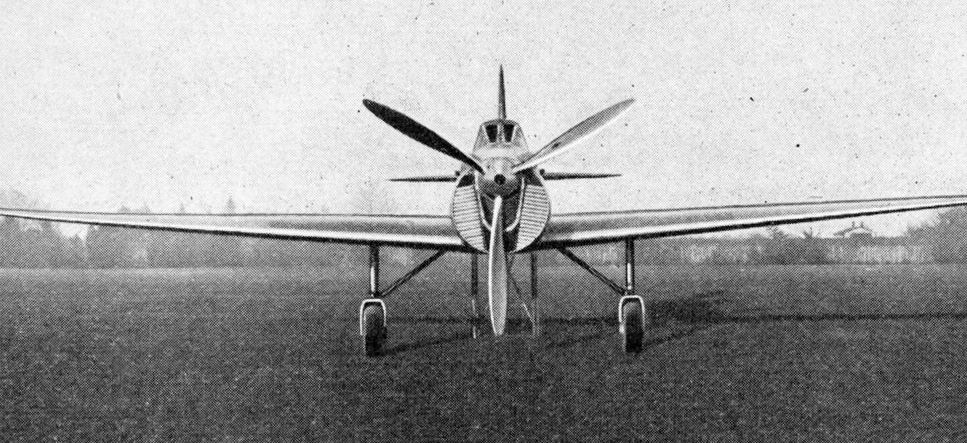
Čelní pohled na D.513

Údaje dle

### Technické údaje
- Osádka: 1 (pilot)
- Délka: 7,45 m
- Rozpětí: 12,06 m
- Výška: 3,42 m
- Nosná plocha: 18,32 m²
- Prázdná hmotnost: 1 518 kg
- Maximální vzletová hmotnost: 2 446 kg
- Pohonná jednotka: 1 × kapalinou chlazený dvanáctiválcový vidlicový motor Hispano-Suiza 12Ycrs1
- Výkon pohonné jednotky: 640 kW (860 hp)

### Výkony
- Maximální rychlost: 445 km/h
- Dolet:
- Dostup:
- Výstup do výše 2 000 m: 2 min 39 sekund